# Yechiva Chachmei Lublin
La Yechiva Chachmei Lublin (Les Sages de Lublin) (hébreu:ישיבת חכמי לובלין), (polonais:Jeszywas Chachmej Lublin) est la  yechiva de Lublin, en Pologne, qui ouvre ses portes en 1930 et qui est active jusqu'à l'invasion nazie en 1940. Elle est fondée par le rabbin Meir Shapiro, un rabbin hassidique, député à la Diète de Pologne (1922 à 1927), qui a fortement influencé le judaïsme mondial par l'introduction de l'étude quotidienne du Talmud (Daf Yomi). Elle est à l'époque une des plus importantes Yeshivot au monde. 

## Histoire

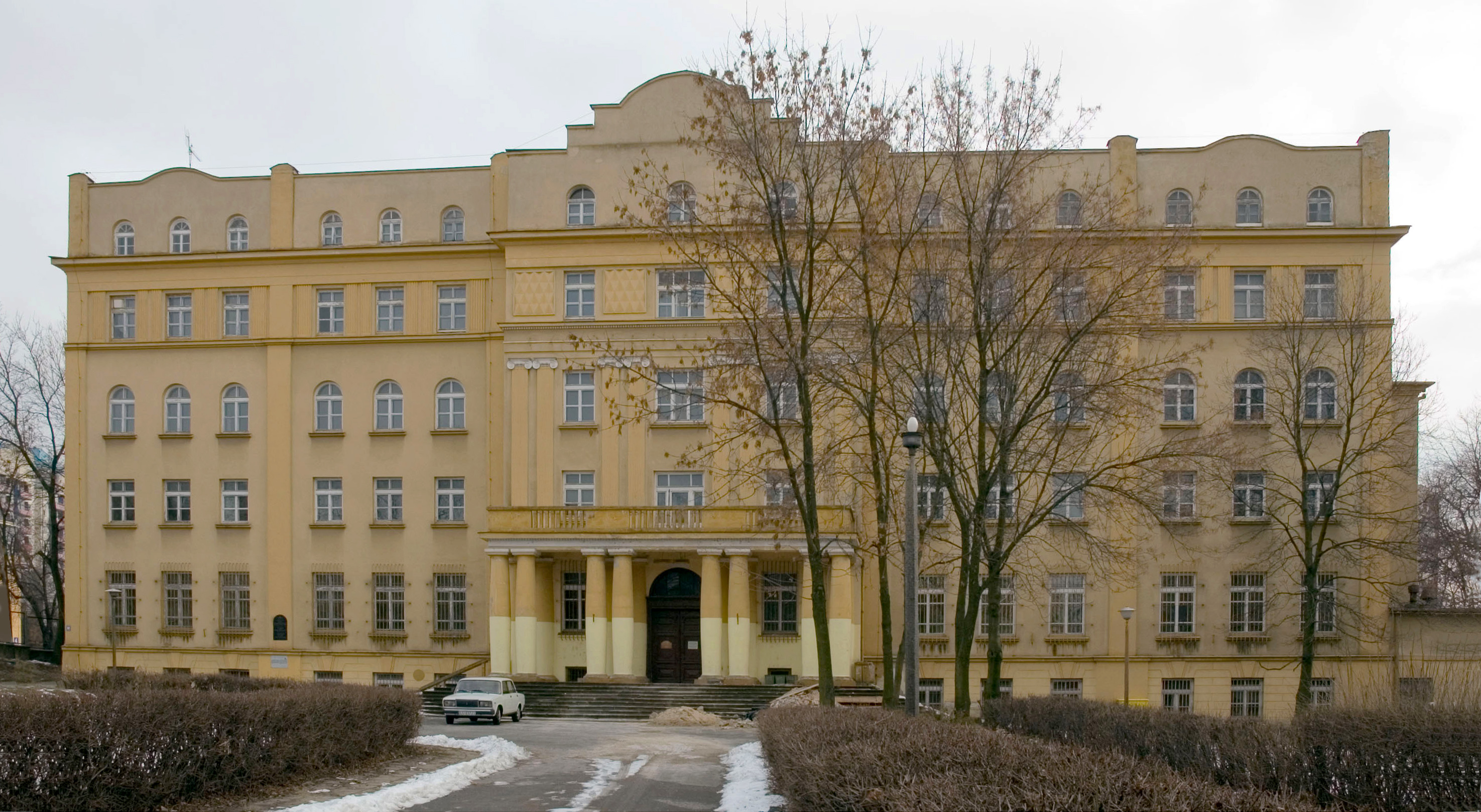
Yechiva Chachmei Lublin

### Création
Le rabbin Meir Shapiro conçoit l'idée de construire une yechiva qui pourrait accommoder des étudiants dans des conditions optimales (avec pour la première fois, des dortoirs). Il choisit d'établir cette yechiva à Lublin qui en 1921 a une communauté juive de 37000 membres, soit 39.5% de la population.
En mai 1924 a lieu la pose de la première pierre. Environ 50 000 personnes sont présentes.

### Seconde Guerre mondiale
L'invasion de Lublin par les nazis durant la Seconde Guerre mondiale se traduit par la fermeture de la Yechiva. L'édifice devient le quartier général de la police militaire allemande.

### Après la guerre

#### Un bâtiment universitaire
La guerre terminée, l'état polonais prend possession des lieux et l'offre à la nouvelle université Marie Curie-Skłodowska. La Faculté de médecine de Lublin utilise l'immeuble.

#### La synagogue
La communauté juive de Lublin en reprend possession en 2003. Elle rénove la synagogue qui est inaugurée le 11 février 2007.

#### Un hôtel
Depuis octobre 2013, un hôtel de 4 étoiles, l'hôtel Ilan, occupe le reste de l'immeuble

#### La Yechiva en Israël
Le rabbin Shmuel Wosner, ancien étudiant de la Yechiva à Lublin, fonde une yechiva du même nom à Bnei Brak en Israël.